# Héctor Moreno
Héctor Moreno est un footballeur international mexicain, né le 17 janvier 1988. Il évolue au poste de défenseur central au CF Monterrey.

## Biographie

### En club
Il commence sa carrière professionnelle en 2006 avec les Pumas UNAM.
En janvier 2008, il rallie le Championnat des Pays-Bas et l'AZ Alkmaar avec lequel il rafle le titre en 2009.
Le 15 septembre 2015, lors du match de Ligue Des Champions opposant son équipe du PSV Eindhoven à Manchester United (2-1), il blesse accidentellement Luke Shaw à la suite d'un tacle, qui souffre d'une double fracture de la jambe droite.
Le 13 juin 2017, il rejoint l'AS Rome pour 4 années.
Le 8 juin 2021, après 14 saisons en Europe et dans le Golfe persique, il fait son retour au Mexique en s'engageant en faveur du CF Monterrey, en qualité d'agent libre.

### En équipe nationale
Au début de sa carrière d'international mexicain, il joue peu. Lui sont préférés des joueurs comme Ricardo Osorio, Rafael Márquez, Carlos Salcido et Jonny Magallón.
Le 14 novembre 2022, il est sélectionné par Gerardo Martino pour participer à la Coupe du monde 2022.

## Palmarès

### En club
- AZ Alkmaar
  - Champion des Pays-Bas en 2009
  - Vainqueur de la Supercoupe des Pays-Bas en 2009

- PSV Eindhoven
  - Champion des Pays-Bas en 2016
- CF Monterrey
  - Coupe des champions de la CONCACAF en 2021

### En sélection
- Équipe du Mexique des moins de 17 ans
  - Vainqueur de la Champion du monde des moins de 17 ans en 2005

- Équipe du Mexique (2)
  - Vainqueur de la Gold Cup en 2011 et 2019